# Aartsbisdom Halifax-Yarmouth
Het aartsbisdom Halifax-Yarmouth (Latijn: Archidioecesis Halifaxiensis-Yarmuthensis) is een rooms-katholiek aartsbisdom met als zetels Halifax en Yarmouth, in Canada. De aartsbisschop van Halifax-Yarmouth is metropoliet van de kerkprovincie Halifax-Yarmouth, waartoe ook de volgende suffragane bisdommen behoren:
- Antigonish
- Charlottetown

## Geschiedenis
Het aartsbisdom werd opgericht op 4 juli 1817, als het apostolisch vicariaat Nova Scotia, uit delen van het bisdom Quebec. Op 15 februari 1842 werd het verheven tot bisdom en veranderde van naam naar Halifax, waarna het op 7 juli 1944 suffragaan werd aan het aartsbisdom Quebec. Op 4 mei 1852 werd het verheven tot metropolitaan aartsbisdom. Op 22 oktober 2009 werd het samengevoegd met het bisdom Yarmouth tot aartsbisdom Halifax-Yarmouth. 

## Parochies
Het aartsbisdom had in 2021 een oppervlakte van 34.055 km2 en telde 807.605 inwoners waarvan 26,7% rooms-katholiek was.

## Ordinarii

### Bisschoppen
- Edmund Burke (4 juli 1817 - 29 november 1820)
  - Thomas Maguire (coadjutor: 1 oktober 1819, is niet van kracht geworden)
- Denis Lyons (24 augustus 1824 - 19 oktober 1824)
- William Fraser (3 juni 1825 - 27 september 1844)

### Aartsbisschoppen
- William Walsh (27 september 1844 - 10 augustus 1858; coadjutor sinds 15 februari 1842)
- Thomas Louis Connolly (8 april 1859 - 27 juli 1876)
- Michael Hannan (16 februari 1877 - 17 april 1882)
- Cornelius O’Brien (1 december 1882 - 10 maart 1906)
- Edward Joseph McCarthy (27 juni 1906 - 26 januari 1931)
- Thomas O’Donnell (26 januari 1931 - 13 januari 1936; coadjutor sinds 27 mei 1929)
- John Thomas McNally (17 februari 1937 - 18 november 1952)
  - Alfred Bertram Leverman (hulpbisschop: 24 april 1948 - 27 juli 1953)
- Joseph Gerald Berry (28 november 1953 - 12 mei 1967)
- James Martin Hayes (22 juni 1967 - 6 november 1990; hulpbisschop sinds 5 februari 1965, apostolisch administrator sinds 21 januari 1966)
- Austin-Emile Burke (8 juli 1991 - 13 januari 1998)
  - Martin William Currie (apostolisch administrator: 13 januari 1998 - 14 september 1998)
- Terrence Thomas Prendergast (30 juni 1998 - 14 mei 2007)
  - Claude Champagne (hulpbisschop: 25 maart 2003 - 5 januari 2009; apostolisch administrator: 13 juli 2007 - 29 november 2007)
- Anthony Mancini (18 oktober 2007 - 27 november 2020)
- Brian Joseph Dunn (27 november 2020 - heden; coadjutor sinds 13 april 2019)

## Galerij van afbeeldingen

Wapen van het aartsbisdom Halifax-Yarmouth
Kerkprovincie Halifax-Yarmouth op een kaart van de Canadese bisdommen

Halifax-Yarmouth (aartsbisdom) · Antigonish · Charlottetown